# Roestbruine boeboekuil
De roestbruine boeboekuil (Ninox ios) is een vogel uit de familie Strigidae (Echte uilen). Deze uil is pas in 1985 ontdekt en in 1999 beschreven als een nieuwe soort.

## Verspreiding en leefgebied
Deze soort is endemisch op noordelijk Sulawesi, een van de grotere eilanden van Indonesië.

## Status
De grootte van de populatie is niet gekwantificeerd maar de soort wordt omschreven als plaatselijk algemeen. Op de Rode lijst van de IUCN heeft deze soort de status niet bedreigd.